# Pogány György (színművész)
Pogány György (Budapest, 1952. április 27. –) magyar színész.

## Életpályája
Gyerekkorában már játszott a Nemzeti kamaraszínházában, a Katona József Színházban, Pirandello: Az ember, állat, erény c. darabban és a Tengeri malacok c. francia darabban. Gyermekszínészként tévéjátékokban szerepelt, részese volt az egyik első élőben sugárzott televíziós szórakoztató műsornak (Szombat esti ultiparti). 
Színészként 1975-ben diplomázott Horvai István osztályában a Színház- és Filmművészeti Főiskolán. Pályáját a Pécsi Nemzeti Színházban kezdte. 1978-tól a Szolnoki Szigligeti Színházban játszott. 1985-től két évadot a zalaegerszegi Hevesi Sándor Színházban töltött. 1987-től a Veszprémi Petőfi Színház művésze volt. Az 1991-1992-es évadban ismét a Pécsi Nemzeti Színházban szerepelt. 
1992-től szabadfoglalkozású színművész. 7 évig a Vígszínház foglalkoztatta. 1995-ben létrehozta és 21 évig működtette Újlipótváros kedvelt magánóvodáját a Bambit.

## Fontosabb színházi szerepei
- Albert Camus: Caligula...Scipio
- Katona József: Bánk bán...Ottó
- Alfred Jarry: Übü király...Bugrisláv királyfi
- Sławomir Mrożek: Tangó...Arthur
- Edward Albee: Nem félünk a farkastól...Nick
- William Gibson: Libikóka...Jerry
- Tennessee Williams: Üvegfigurák...Tom
- Bródy Sándor: A tanítónő...ifj. Nagy
- Lionel Bart: Olivér!...Bill Sikes
- Arthur Miller: Az ügynök halála...Happy
- Harold Pinter: Hazatérés...Lenny
- George Bernard Shaw: Szent Johanna...Jean D'Estivet
- Huszka Jenő:Mária főhadnagy...Herbert
- Eugène Labiche: A florentin kalap...Émile
- Valentyin Petrovics Katajev: A kör négyszögesítése...Vászja
- Edmond Rostand: Cyrano de Bergerac...Julien

## Rendezése
- Örkény István: Tóték (Szolnok Szigligeti Színház Stúdiószínpada)

## Filmek, tv
- Nadrág és szerelem (1965)
- Holnap lesz fácán (1974)
- Ha megjön József (1975)
- János király (1975)
- Néhány első szerelem története (1975)
- Az idők kezdetén (1975)
- Az Elnökasszony (1977)
- IV. Henrik király (1980)
- Visszaesők (1983)
- Visszaesők (1985)
- Szent Gellért legendája (1994)
- Kisváros (sorozat) A tanárnő titka című rész (1994) ... Emberrabló
- A titkos háború (2002)
- Jóban Rosszban (2006)